# Michael Salewski
Michael Salewski (* 2. Januar 1938 in Königsberg; † 4. Mai 2010 in Eckernförde) war ein deutscher Historiker. Er wirkte unter anderem als ordentlicher Professor für Neuere Geschichte am Historischen Seminar der Universität Kiel.

## Leben und Wirken
Michael Salewski trat im April 1958 als Matrose seinen Dienst in der Bundesmarine an. Er gehörte zu den ersten nicht kriegsgedienten Reserveoffizieren, die die Bundesmarine ausbildete. Er diente dafür ein Jahr und später in vielen Wehrübungen, bis er schließlich den Dienstgrad eines Fregattenkapitäns der Reserve erlangte. Diese Zeit beeinflusste ihn nach eigenem Bekunden sein Leben lang. Nach dem Wehrdienst studierte Salewski Geschichte, Romanistik und Philosophie an den Universitäten Saarbrücken, Besançon und Bonn. Er wurde 1964 bei Walther Hubatsch mit der Arbeit Entwaffnung und Militärkontrolle in Deutschland 1919–1927 promoviert. Dabei konnte Salewski als einer der ersten Historiker auch britisches Archivmaterial auswerten. Nach seiner Promotion arbeitete er in einem DFG-Forschungsprojekt, in dem es um die Aufarbeitung der Akten der Kriegsmarine im Dritten Reich ging. Er habilitierte sich 1970 mit dem ersten Band seines Werkes Die deutsche Seekriegsleitung zwischen 1935 und 1945. Bis 1975 erschienen zwei weitere Bände. Die Darstellung wurde zum marinehistorischen Standardwerk. Erstmals lag eine quellenbasierte Studie über die Geschichte der Kriegsmarine und ihre Stellung im nationalsozialistischen System vor.
Salewski lehrte von 1971 bis 1980 als Professor für Geschichte an der Universität Bonn. Von 1980 bis 2003 war er als Nachfolger von Karl Dietrich Erdmann Lehrstuhlinhaber für Neuere und Neueste Geschichte an der Christian-Albrechts-Universität zu Kiel. Zwischenzeitlich nahm er eine Gastprofessur an der Universität Tel Aviv wahr. Zu seinen akademischen Schülern gehörten unter anderem Birgit Aschmann, Jürgen Elvert, Guntram Schulze-Wegener, Thomas Stamm-Kuhlmann und Heinrich Walle. Salewski war Vorstandsmitglied und von 1984 bis 2002 war Vorsitzender der Ranke-Gesellschaft. Zudem gehörte er dem Vorstand der Gesellschaft für Geistesgeschichte an. Von 1988 bis 2003 gab er als Nachfolger des Gründungsherausgebers Günther Franz die Zeitschrift Das Historisch-Politische Buch (HPB) heraus. Er publizierte zudem Aufsätze zur phantastischen Literatur in dem Jahrbuch Das Science Fiction Jahr.
Zu Salewskis Forschungsschwerpunkten zählten die deutsche Militär- und Marinegeschichte, die Geschlechtergeschichte im 19. und 20. Jahrhundert, die Geistes- und Alternativgeschichte und die Geschichte und Konstruktion Europas. Er veröffentlichte 2000 eine umfassende Darstellung zur Geschichte Europas von ihren antiken Anfängen bis in die Gegenwart. Zum 160. Geburtstag der Marine im Jahr 2008 hielt Salewski den Festvortrag in der Frankfurter Paulskirche. Am 8. März 2010 erhielt er das Ehrenkreuz der Bundeswehr in Gold.

## Schriften (Auswahl)
Monographien
- Entwaffnung und Militärkontrolle in Deutschland. 1919–1927 (= Schriften des Forschungsinstituts der Deutschen Gesellschaft für Auswärtige Politik e. V. Band 24). Oldenbourg, München 1966.
- Die deutsche Seekriegsleitung 1935–1945. 3 Bände. Band 1: 1935–1941. Band 2: 1942–1945. Band 3: Denkschriften und Lagebetrachtungen 1938–1944. Bernard und Graefe – Verlag für Wehrwesen, Frankfurt am Main 1970–1975.
- Tirpitz. Aufstieg – Macht – Scheitern (= Persönlichkeit und Geschichte. Band 12/12a). Musterschmidt, Göttingen u. a. 1979, ISBN 3-7881-0103-2.
- Zeitgeist und Zeitmaschine. Science Fiction und Geschichte (= dtv. Band 4445). Deutscher Taschenbuch-Verlag, München 1986, ISBN 3-423-04445-4.[6]
- Deutschland. Eine politische Geschichte. Von den Anfängen bis zur Gegenwart. 2 Bände. Beck, München 1993;
  - Band 1: 800–1815 (= Beck’sche Reihe. Band 1009), ISBN 3-406-37399-2;
  - Band 2: 1815–1990 (= Beck’sche Reihe. Band 1010), ISBN 3-406-37400-X.
- Geschichte Europas. Staaten und Nationen von der Antike bis zur Gegenwart. Beck, München 2000, ISBN 3-406-46168-9.
- Der Erste Weltkrieg. Schöningh, Paderborn u. a. 2003, ISBN 3-506-77403-4 (2., durchgesehene Auflage. ebenda 2004).
- Deutschland und der Zweite Weltkrieg. Schöningh, Paderborn u. a. 2005, ISBN 3-506-71390-6.
- Revolution der Frauen. Konstrukt, Sex, Wirklichkeit (= Historische Mitteilungen. Beiheft 75). Steiner, Stuttgart 2009, ISBN 978-3-515-09202-9.
- Marine und Geschichte. Eine persönliche Auseinandersetzung. Herausgegeben von der Marine-Offizier-Vereinigung. Köllen, Bonn 2011, ISBN 978-3-88579-472-1 (Autobiographie Salewskis).

Herausgeberschaften
- Das nukleare Jahrhundert. Eine Zwischenbilanz (= Historische Mitteilungen. Beiheft 28). Steiner, Stuttgart 1998, ISBN 3-515-07321-3.
- Was wäre wenn. Alternativ- und Parallelgeschichte. Brücken zwischen Phantasie und Wirklichkeit (= Historische Mitteilungen. Beiheft 36). Steiner, Stuttgart 1999, ISBN 3-515-07588-7.

Aufsatzsammlung
- Die Deutschen und die See. Studien zur deutschen Marinegeschichte des 19. und 20. Jahrhunderts. Herausgegeben von Jürgen Elvert und Stefan Lippert (Sammlung von 22 Aufsätzen Salewskis aus der Zeit zwischen 1970 und 1996 aus Anlass seines 60. Geburtstages).[7]
  - Band 1 (= Historische Mitteilungen. Beiheft 25). Steiner, Stuttgart 1998, ISBN 3-515-07319-1;
  - Band 2 (= Historische Mitteilungen. Beiheft 45). Steiner, Stuttgart 2002, ISBN 3-515-08087-2.